# Campdeparets
Campdeparets és una masia ubicada a l'entorn homònim que està situat al terme municipal de la Quar, al Berguedà. Està inventariada al mapa de patrimoni de la Generalitat de Catalunya amb el número IPAC-3533.

## Descripció i característiques
Campdeparets és una masia de planta basilical amb el carener perpendicular a la façana i coberta a doble vessant. Al cos principal de la masia s'hi adossaren dos cossos nous: un a ponent amb una galeria d'eixides d'arc de mig punt, i l'altre davant la façana principal a migdia, seguint l'estructura del cos antic però de dimensions més petites.

## Història
Campdeparets és una masia que pertanyia a la jurisdicció del monestir de Montbenet i que surt esmentada al capbreu de 1532. Pertanyia a la família de Ferreres d'Ivan Bartomeu del Grau. L'any 1625 la família repartí les propietats entre els fills, separant la casa de Campdeparets de la de Ferreres. El primer hereu de Ferreres que s'establí en aquesta casa fou Antoni Ferreres, hereu del germà Ferreres, Francesc, que marxà a viure a Vic l'any 1640. La genealogia dels Ferreres a Campdeparets començà l'any 1625 fins al 1882, any en què morí la pubilla Magdalena i canvià el nom.
La casa ha estat reformada diverses vegades, sobretot durant el segle xviii. A la llinda de la finestra s'hi llegeix: "ELL MENT FARRERAS O CAMPDEPARET, 1770".
La propietat de Campdeparets pertanyia antigament als dominis del monestir de Sant Pere de la Portella.

## Espai protegit
La Baga de Campdeperets és un bosc de pinedes de pi roig que juntament amb el vessant nord del Serrat de les Tombes és un espai natural protegit.